# SpaceX Starship
Starship és un vehicle de llançament i nau espacial reutilitzable de capital privat que està desenvolupant l'empresa SpaceX. El novembre de 2018, Elon Musk va batejar la segona etapa i la nau com a Starship (nau estel·lar), mentre que la primera etapa es va anomenar "Super Heavy" (súper-pesant). L'arquitectura global del vehicle espacial té en compte tant el vehicle de llançament com la nau espacial, així com la infraestructura terrestre per al llançament i reutilització ràpids, i la tecnologia de transferència de propel·lent en gravetat zero que s'ha de desplegar en òrbita terrestre baixa (LEO). La capacitat de transportar a una òrbita terrestre almenys 50.000 kg fa que la Starship es consideri un vehicle de llançament superpesant. No obstant això, si es manté la tendència observada en iteracions anteriors, el conjunt complet Starship-Super Heavy pot arribar a ser capaç de llançar 150 tones o més a òrbita terrestre baixa, més que qualsevol altre vehicle de llançament que s'hagi planificat mai. El primer vol de prova orbital es calcula que pot ser a principis de 2022. Aquesta predicció ha resultat ser imprecisa, fins a octubre de 2022 no ha volat cap nau Starship, tot i que el prototipus S24-B7 hi està molt a prop
Es preveu que el sistema Starship substitueixi completament tot el material de SpaceX (els vehicles de llançament Falcon 9 i Falcon Heavy, i la nau Dragon), primer orientant-se al mercat de llançaments a òrbites terrestres, però afegint explícitament prou capacitat per aconseguir vols de llarga durada en els entorns cislunars i de transport a Mart.

## Disseny
SpaceX ha estat desenvolupant un vehicle de llançament superpesant durant força anys, revisant-ne el disseny (i la nomenclatura) unes quantes vegades. Fins al 2016, el vehicle es coneixia com a Mars Colonial Transporter (MCT); llavors Elon Musk el va presentar com a vehicle de llançament ITS (per sistema de transport interplanetari), com a part fonamental de la visió de Musk per viatjar a Mart. El setembre de 2017, el disseny es va modificar perquè tingués un diàmetre molt menor, de 9 m, i se li va donar el nom de BFR. El setembre de 2019 va construir-se la maqueta de prova del prototipus a gran escala Starship Mk1.

## Desenvolupament
El disseny del vehicle de llançament depèn del desenvolupament simultani dels motors de coet Raptor, que són criogènics i gasten metalox, i està previst que s'utilitzin a les dues etapes del BFR. El desenvolupament del Raptor va començar el 2012, i les proves van començar el 2016. Ha estat el primer motor Raptor en volar, el prototipus de prova a petita escala anomenat Starhopper va volar un total de 3 cops
El 5 de maig de 2021 el vehicle de llançament Starship va aconseguir el primer aterratge amb èxit després d'un vol de prova fins a 10 km d'altitud.

## Vehicles de prova
Al llarg dels anys 2020's SpaceX ha estat desenvolupant la seva nau espacial, començant per prototipus de baixa altitud amb diverses proves desde proves de pressió fins a vols de llarga durada.

### Prototipus de baixa altitud
Han existit prototipus de proves de vol des del 10 de gener de 2019 amb el vehicle Starhopper. Aquests prototipus han estat la base per la millora de les característiques més bàsiques del sistema.

#### Starhopper
Primer article de prova del vehicle Starship. Proves estàtiques desde proves de foc estàtic fins a vols VTVL de baixa altitud. Va realitzar una prova de foc estàtic amb el motor Raptor de número serial 2 el 5 d'abril de 2019, una prova que va fer volar el prototipus malgrat estar lligat i una altra prova de foc estàtic el 16 de juliol de 2019 ja que s'havia intercanviat el Raptor SN2 pel següent Raptor SN7 el dia 11 de juliol de 2019. Aquesta prova de foc estàtic va preparar el vehicle pel vol que realitzaria 10 dies a continuació, vol que va posposar-se pel dia següent. A continuació, el vehicle va preparar-se per l'esperat vol de 150 metres el 26 d'agost del mateix any, el qual va ser posposat al següent dia.

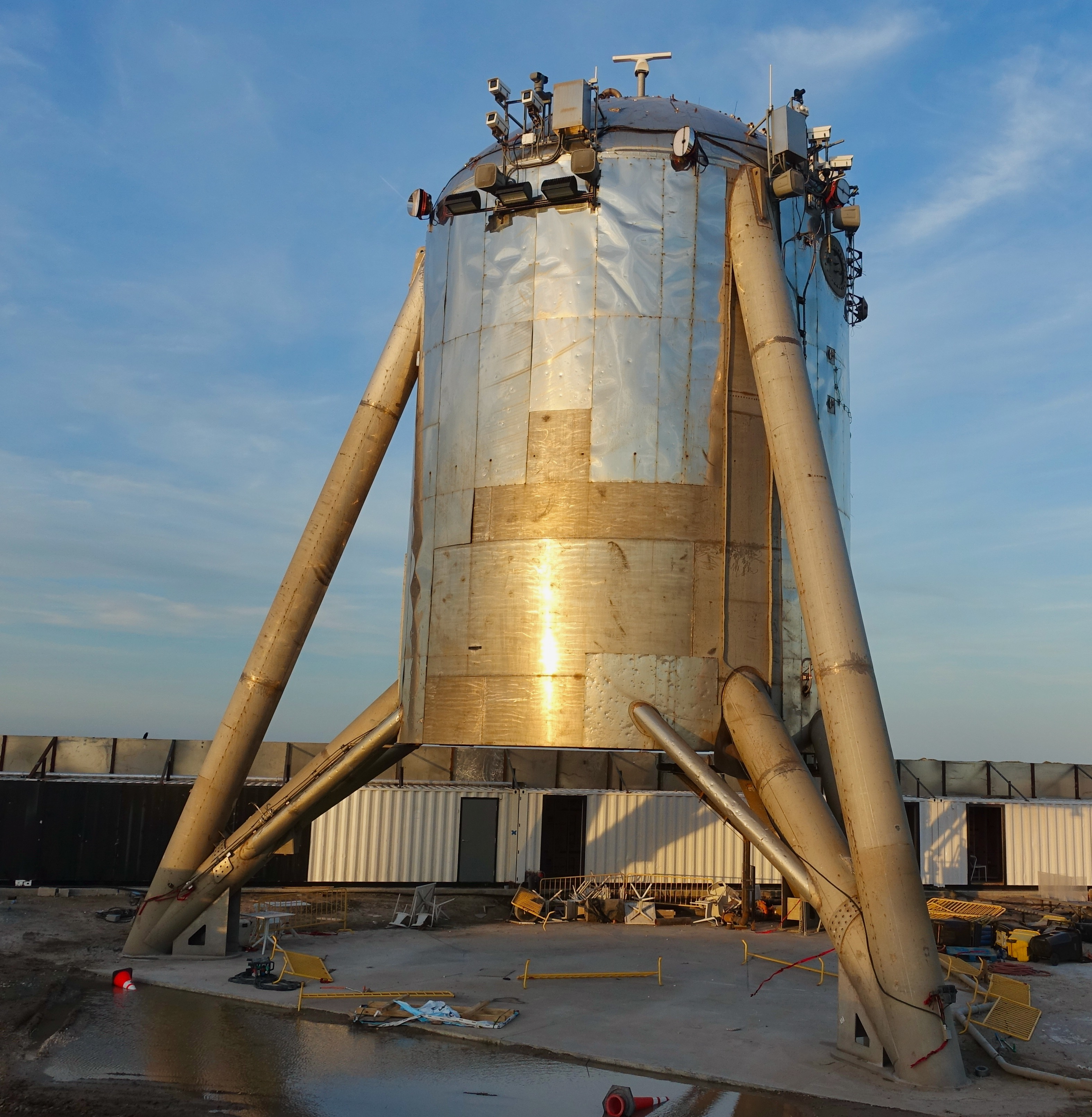
Prototipus de la nau Starship a petita escala Starhopper la primavera de 2019.

| Nº Vol | Data de llançament   | Apogeu suborbital | Resultat | Durada     |
| --- | -------------------- | ----------------- | -------- | ---------- |
| #1 | 5 d'abril de 2019    | ~1 m (~3 ft)      | Èxit     | ~1 segon   |
| Vol del prototipus lligat amb un motor Raptor SN2 que va assolir límits |                      |                   |          |            |
| #2 | 25 de juliol de 2019 | 18 m (60 ft)      | Èxit     | ~22 segons |
| Primer vol de prova deslligat amb un motor Raptor SN7. Va intentar-se realitzar el dia anterior però va ser avortat. |                      |                   |          |            |
| #3 | 27 d'agost de 2019   | 150 m (490 ft)    | Èxit     | ~58 segons |
| Últim vol de prova del vehicle Starhopper amb únic motor Raptor SN7. Va avortar-se un intent de vol el dia anterior degut a un problema amb la ignició del motor. El prototipus va jubilar-se a continuació d'aquest salt de 150 metres. |                      |                   |          |            |

#### Prototipus Starship de mida completa
A partir de setembre de 2019, s'han anat construint prototipus Starship de mida completa amb intenció de trobar inconvenients i millorar el disseny. Aquests articles de prova s'han utilitzat per proves tant de pressió com de vol. Tots van ser dipòsits de prova fins a mitjans de 2020, aquests es podrien considerar prototips de mida completa, ja que simularien certes parts de la nau tal com serien en un prototipus sencer. A mitjans de 2020 van estar desenvolupant-se "sils" que van estar provant exitosament els motors Raptor i els aliatges d'acer inoxidable amb les que es compondria la nau Starship. Els prototipus de número serial 4, 5 i 6 tenien un sol motor Raptor col·locat descentradament sense canviar la configuració de tres raptors al disc d'empenta.
Aquestes proves de baixa altitud van col·laborar a millorar el control de la nau durant un vol VTVL i van donar dades importants a la companyia per futurs prototipus.

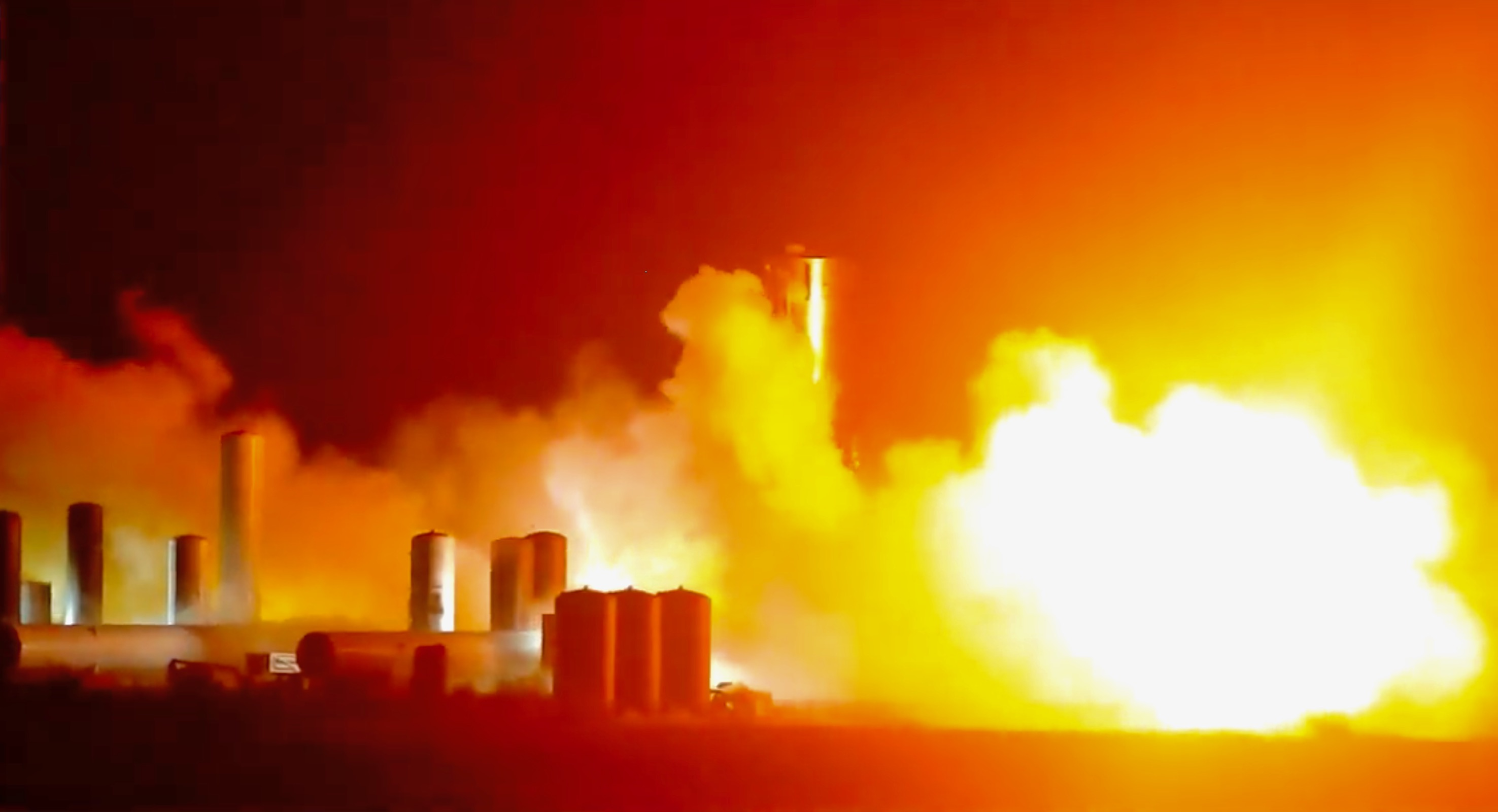
Prototipus Starship SN4 realitzant la seva primera prova de foc estàtic el maig de 2020.

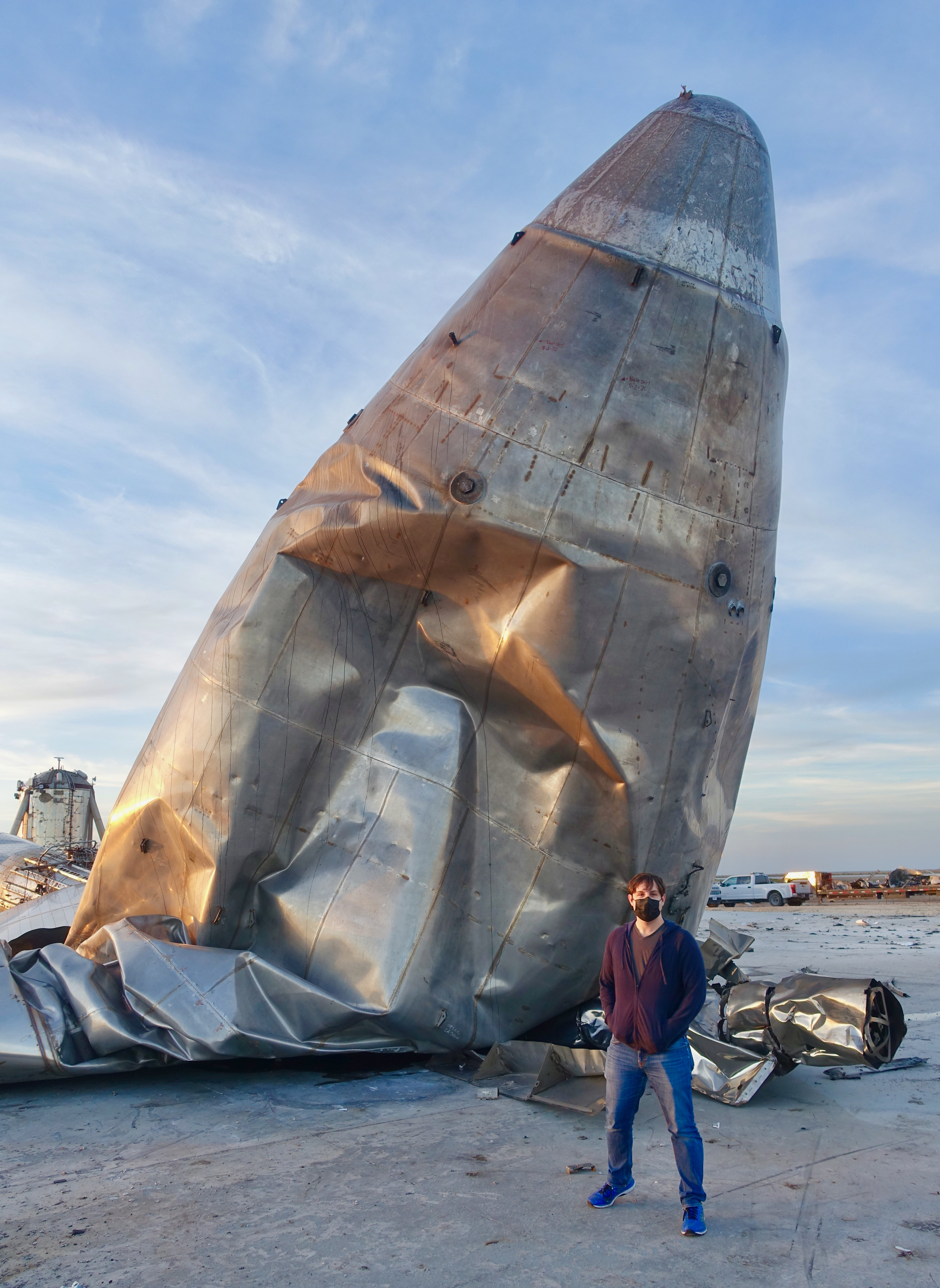
Restes del prototipus SN8 després del seu vol el 9 de desembre de 2020, amb una persona com a comparació de mida

### Prototipus de gran altitud
Les proves de vehicles Starship de gran altitud van començar el 22 d'octubre de 2020 amb l'apilament de la secció de nas aerodinàmic del prototipus Starship SN8, des d'aleshores tots els prototipus de nombre serial 8 o superior (a excepció dels SN12, SN13 i SN14), fins a la SN16 (les SN17-19 van cancel·lar la producció però tenien planejat un disseny similar), s'han construït quasi-completament, incloent les superfícies aerodinàmiques i els 3 motors Raptor de vol atmosfèric, sense incloure els 3 restants optimitzats pel vol al buit.

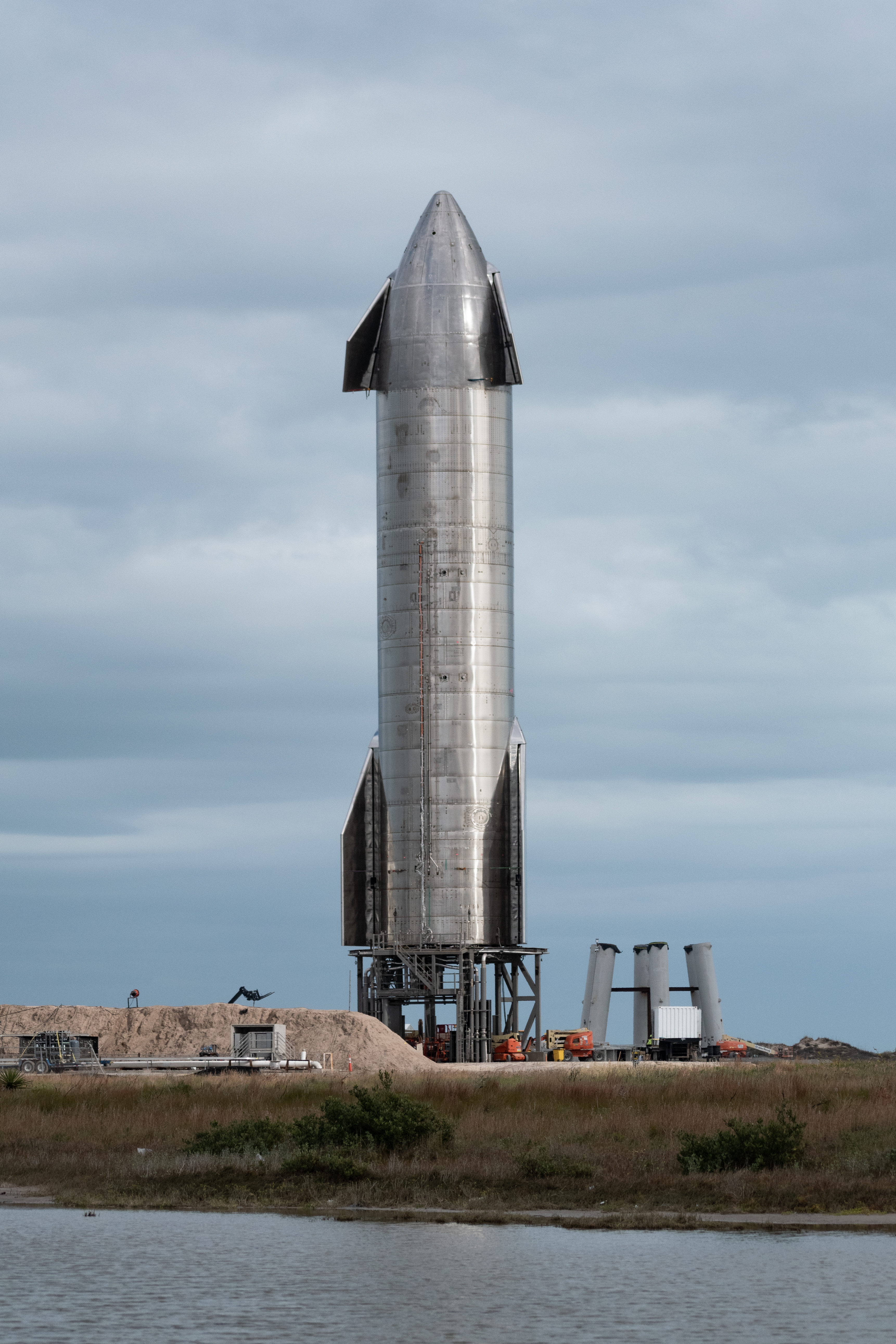
Starship SN9 a la rampa de llançament Pad-B a la zona de llançament del sud de Texas de SpaceX

| Vols de prova de prototipus Starship de mida completa | Vols de prova de prototipus Starship de mida completa | Vols de prova de prototipus Starship de mida completa | Vols de prova de prototipus Starship de mida completa | Vols de prova de prototipus Starship de mida completa | Vols de prova de prototipus Starship de mida completa |
| Nº Vol | Vehicle                                               | Data de llançament                                    | Apogeu suborbital                                     | Resultat                                              | Durada                                                |
| --- | ----------------------------------------------------- | ----------------------------------------------------- | ----------------------------------------------------- | ----------------------------------------------------- | ----------------------------------------------------- |
| #1 | Starship SN5                                          | 4 d'agost de 2020                                     | 150 m (490 ft)                                        | Èxit                                                  | ~45 segons                                            |
| Salt utilitzant el motor Raptor SN27. El vehicle va realitzar un aterratge torçat a causa de l'asimetria del disseny, van espatllar-se 2 potes d'aterratge les quals no podrien ser reutilitzades sense reparacions. |                                                       |                                                       |                                                       |                                                       |                                                       |
| #2 | Starship SN6                                          | 3 de setembre de 2020                                 | 150 m (490 ft)                                        | Èxit                                                  | ~44 segons                                            |
| Salt utilitzant el motor Raptor SN29. El vehicle va fer ús menor dels motors RCS i, segons Elon Musk, va ser una maniobra més suau i ràpida l'aterratge de la nau. Malgrat tot, també va torçar-se en menor mesura durant l'aterratge, fent així que 2 potes no toquessin a terra. |                                                       |                                                       |                                                       |                                                       |                                                       |
| #3 | Starship SN8                                          | 9 de desembre de 2020                                 | 12.500 m (41.000 ft)                                  | Èxit parcial                                          | 6 minuts i 42 segons                                  |
| Les fases de llançament, vol d'ascens, planejament de descens i de maniobra de reorientació van tenir èxit. Tot i això a causa de la manca de pressió dels dipòsits superiors el motor no va assolir l'impuls necessari per a desaccelerar la caiguda, resultant en la destrucció de l'SN8 a la plataforma d'aterratge. |                                                       |                                                       |                                                       |                                                       |                                                       |
| #4 | Starship SN9                                          | 2 de febrer de 2021                                   | 10.000 m (33.000 ft)                                  | Èxit parcial                                          | 6 minuts i 26 segons                                  |
| Enlairament i vol reeixits, però aterratge fallat amb una gran explosió. |                                                       |                                                       |                                                       |                                                       |                                                       |
| #5 | Starship SN10                                         | 3 de març de 2021                                     | 10.000 m (33.000 ft)                                  | Èxit parcial                                          | 6 minuts i 22 segons                                  |
| Enlairament, volta i descens correctes, tot i que durant l'ascens un motor de Núm. de sèrie desconegut treia foc de color més verdós. La volta final la va assolir encenent tres motors en sèrie, un d'ells amb una flama verda, indicant una manca de pressió. Malgrat tot, va aconseguir apagar 2 motors i aterrar d'una peça. 3 de les 6 potes no van desplegar-se bé i el motor restant va perdre potència mentre aterrava. Va danyar-se part del vehicle causant una important fuga de metà i un incendi que van conduir a una explosió espontània 8 minuts després de l'aterratge. Un resultat molt esperat, ja que s'esperava que fos 60% exitós l'aterratge. |                                                       |                                                       |                                                       |                                                       |                                                       |
| #6 | Starship SN11                                         | 30 de març de 2021                                    | 10.000 m (33.000 ft)                                  | Èxit parcial                                          | 5 minuts i 49 segons                                  |
| Enmig d'una densa boira, el prototipus va realitzar un ascens i descens exitosos, però un motor va estar experimentant una fuga que va destruir l'aviònica de la nau, el qual va provocar una explosió just després de la reignició de 2 motors. Aquest problema es va deure al disseny d'aquella generació de motors raptors Va volar només 27 dies després que l'anterior prototipus, el qual és un temps rècord. |                                                       |                                                       |                                                       |                                                       |                                                       |
| #7 | Starship SN15                                         | 5 de maig de 2021                                     | 10.000 m (33.000 ft)                                  | Èxit                                                  | 6 minuts i 8 segons                                   |
| Sense cap avortament d'ignició, el prototipus millorat substancialment va enlairar-se, descendir i aterrar 100% exitosament encenent 2 motors a continuació de preencendre'n 3 i apagar-ne un. El vehicle va aterrar a prop de la vora de la plataforma d'aterratge probablement degut al vent. L'estat del prototipus després del vol era tan bo que Elon Musk va esmentar una possibilitat de volar-lo de nou, encara que, setmanes més tard del vol, el vehicle es va exposar a la zona de producció com a monument. |                                                       |                                                       |                                                       |                                                       |                                                       |